# Frankrike i olympiska vinterspelen 1928
Frankrike deltog i olympiska vinterspelen 1928. Frankrikes trupp bestod av 38 idrottare varav 36 var män och 2 var kvinnor.

## Medaljer

### Guld
- Konståkning
  - Par: Andrée Brunet och Pierre Brunet

## Trupp
- Backhoppning
  - Joseph Maffioli
- Bob
  - Michel Baur
  - William Beamisch
  - Stéphane de la Rochefoucault
  - Jean de Suarez d'Aulan
  - Joseph Dedein
  - Bernard du Pontavice de Heussey
  - André Dubonnet
  - Jacques Petit-Didier
  - Roger Petit-Didier
  - Jacques Rheins
- Hastighetsåkning på skridskor
  - Charles Thaon
- Ishockey
  - André Charlet
  - Raoul Couvert
  - Alfred de Rauch
  - Albert Hassler
  - Jacques Lacarrière
  - Philippe Lefebure
  - François Mautin
  - Calixte Payot
  - Philippe Payot
  - George Robert
  - Gérard Simond
  - Léonhard Quaglia (deltog även i hastighetsåkning på skridskor)
- Konståkning
  - Pierre Brunet
  - Andrée Joly
  - Anita de St. Quentin
- Längdskidåkning
  - Maurice Mandrillon
  - André Médy
  - Henri Milan
  - Evariste Prat
  - Paul Simond
  - Jean Tournier
  - François Vallier
  - Martial Payot (Deltog även i nordisk kombination och backhoppning)
- Nordisk kombination
  - Marcel Beraud
  - Kléber Balmat (deltog även i backhoppning)
- Skeleton
  - Pierre Dormeuil